# Een verlaten stad
Een verlaten stad is een pasteltekening van de Belgische symbolistische kunstschilder Fernand Khnopff uit 1904. Het is een onheilspellende weergave van een hoek van de toenmalige Hans Memlingplaats te Brugge, die bijna onder water staat. Het werk bevindt zich in de collectie van het Koninklijke Musea voor Schone Kunsten in Brussel.

## Context
Het werk van Khnopff weerspiegelde in menig opzicht de opkomende psychoanalyse uit het begin van de twintigste eeuw. Het conflict tussen het beredeneerde zelfbeeld en de eigen onbewuste persoonlijkheid werd beschouwd als een belangrijk grondbeginsel voor de artistieke aandrift en de innerlijke impulsen van de kunstenaar. Kunst werd gezien als sublimatie, een weerslag van de psychische angsten en verwarring. De werken van Khnopff zijn exemplarisch voor deze opvatting. Ze werpen een licht op diens gemoedstoestand, maar altijd in een versleutelde vorm, als in een droom.

## Afbeelding

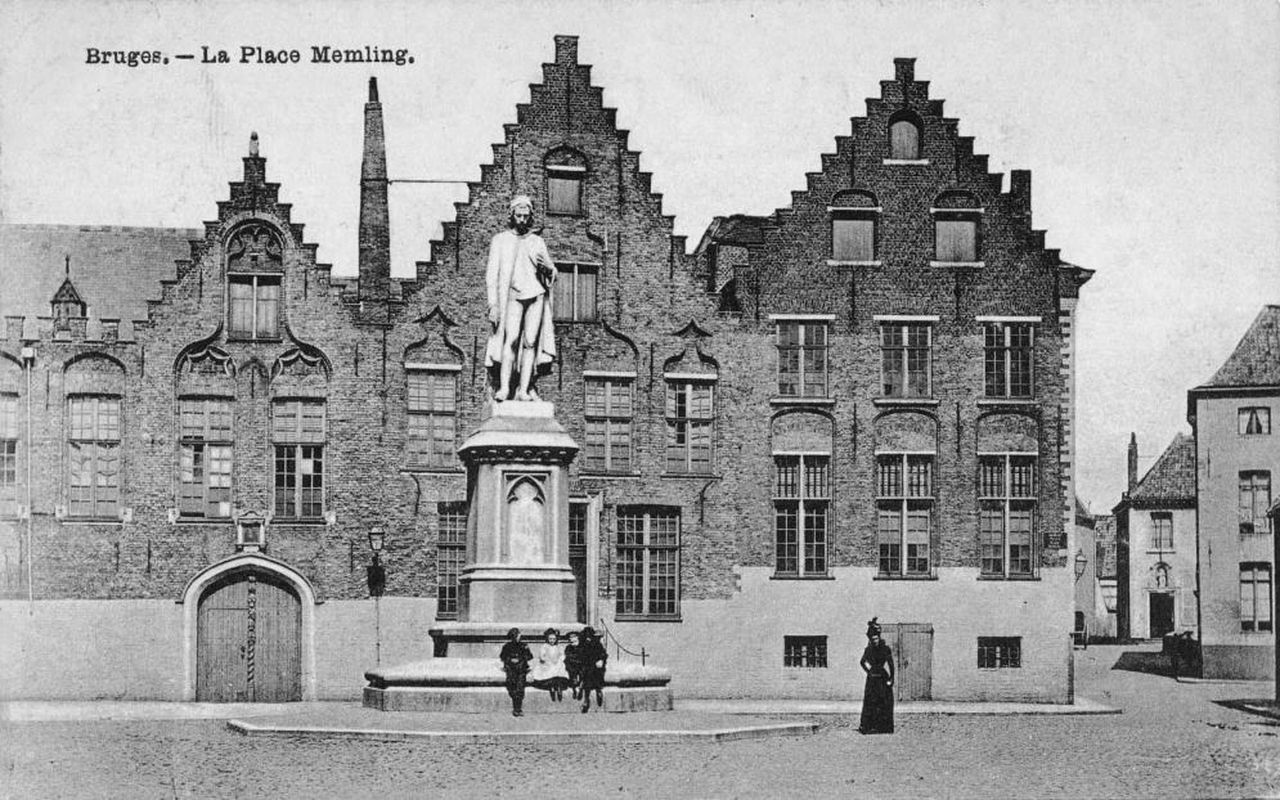
Hans Memlingplaats Brugge, ca. 1900

In “Een verlaten stad” tekent Khnopff met pastel en potlood op realistische wijze de trapgevelwoningen van het Sint-Franciscus Xaveriusziekenhuis. We zien een deel van de kloostergebouwen die toen werden bewoond door de Zwarte Zusters aan de hoek van de toenmalige Hans Memlingplaats, nu de Woensdagmarkt. De nissen, kozijnen en de Tudorboogpoort zijn uiterst accuraat weergegeven, mogelijk aan de hand van een foto. Het resultaat is een esthetisch-verfijnd atmosferisch beeld, maar in al zijn verlatenheid toch vooral ook onheilspellend en dubbelzinnig. De ramen en de muren van het afgebeelde gebouw zijn dichtgemetseld. Van het standbeeld van Memling, met wie Khnopff zich graag vergeleek, is alleen de sokkel nog over, de schilder zelf is verdwenen. De zee bevindt zich akelig dicht bij het plein. De laaghangende bewolking overwelft de gebouwen en gaat over in het water. Het lijkt alsof de stad op het punt staat verzwolgen te worden, als het ware gedoemd is.

## Duiding
Een verlaten stad kan gezien worden als een spiegel van de psychische toestand van Khnopff. Op het eerste gezicht lijkt alles kalm en vredig. Niks bijzonders aan de hand. Bij langer kijken wordt echter een ambivalente, bijna vibrerende spanning voelbaar, een gevoel van huivering dat voortkomt uit de diepere zielenroerselen van de kunstenaar, zonder expliciet te worden in de symboliek. Het werk roept vooral vragen op: waarom is de stad zo verlaten? Waar zijn de mensen naartoe? Waar is het standbeeld gebleven? Is het veilig gesteld of weggespoeld? Is de ramp al geschied of dient ze zich aan? Door het ontbreken van aanknopingspunten wordt het gevoel van dreiging en onzekerheid alleen maar vergroot. Het geheim wordt niet prijsgegeven. Alles blijft onderhuids, als in het onderbewuste, zoals Freud het toentertijd verklaarde.
Een meer concrete thematische verklaring kan worden gezocht in een tekst van schrijver Georges Rodenbach, wiens gedachtegoed door Khnopff werd gedeeld. Rodenbach beschreef Brugge in zijn roman Bruges-la-Morte uit 1892 als een verlaten stad, door de zee in de steek gelaten toen de zeegeul tijdens de Middeleeuwen verzandde en de vitale navelstreng met de oceaan verbroken werd. De tekening kan echter ook in tegengestelde zin gelezen worden, namelijk als een spookstad die door haar inwoners werd verlaten uit vrees voor een overstroming." Wellicht dat Khnopff daarbij ook nog werd geïnspireerd door plannen die er in 1897 lagen om van Zeebrugge een industriële haven te maken, met tentakels tot in Brugge. Mogelijk zag hij zijn verstilde Brugge ten prooi vallen aan de vooruitgang.